# Шагелук (аэропорт)
Аэропорт Шагелук (англ. Shageluk Airport), (ИАТА: SHX, ИКАО: PAHX, FAA LID: SHX) — государственный гражданский аэропорт, расположенный в 1,85 километрах к северу от центрального делового района города Шагелук (Аляска), США.

## Операционная деятельность
Аэропорт Шагелук занимает площадь в 60 гектар, расположен на высоте 24 метров над уровнем моря и эксплуатирует две взлётно-посадочные полосы:
- 16/34 размерами 1036 х 15 метров с гравийным покрытием;
- 18W/36W размерами 1524 х 304 метров, предназначенную для приёма гидросамолётов.